# Woodhouse-Ameisenpicker
Der Woodhouse-Ameisenpicker  (Parmoptila woodhousei) ist eine Vogelart aus der Familie der Prachtfinken. Sie ist vom östlichen Westafrika bis nach Zentralafrika beheimatet. Neben der Nominatform wurde die Unterart Parmoptila woodhousei ansorgei Hartert, 1904, aus Nordangola beschrieben.

## Beschreibung
Der Woodhouse-Ameisenpicker erreicht eine Körperlänge von elf Zentimeter. Das Männchen hat am Oberkopf sehr kleine braune Federn, die frisch nach der Mauser rote, ansonsten blassbraune Spitzen haben. Die Augenzügel sind schwärzlich. Die Körperoberseite ist olivbraun mit etwas helleren Schaftstrichen. Die Flügeldeckfedern sind rötlich-braun gesäumt. Die Körperunterseite ist bis zu den Unterschwanzdecken weißlich mit dichten olivgrauen Flecken. Die Augen sind rotbraun, der Schnabel ist schwarz und die Füße sind fleischfarben. Weibchen weisen ein den Männchen ähnliches Federkleid auf, jedoch fehlen bei ihnen die roten Spitzen der Stirnfedern.
Verwechslungsmöglichkeiten bestehen nur mit dem Jameson-Ameisenpicker. Die Männchen des Ameisenpickers unterscheiden sich von denen des Jameson-Ameispenpickers durch ihre gefleckte Körperunterseite, es fehlt außerdem der rote Fleck auf der Stirn. Die Weibchen haben gleichfalls eine gefleckte und nicht gestreifte Körperunterseite. Ihnen fehlen außerdem Flecken an der Kehle.

## Verbreitung und Lebensraum

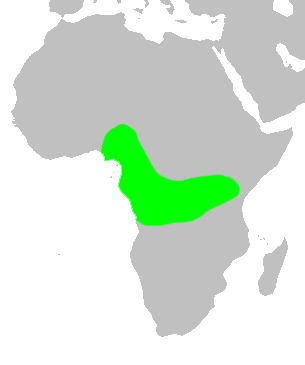
Verbreitungsgebiet des Woodhouse-Ameisenpickers (grün)

Woodhouse-Ameisenpicker kommen mit zwei Unterarten in Westafrika vor. Typuslokalität ist der Camma River in Gabun. Das Verbreitungsgebiet der Unterart Parmoptila woodhousei woodhousei reicht vom Südosten Nigerias bis in den Südwesten der Zentralafrikanischen Republik und bis in den Westen der Republik Kongo. Die Unterart Parmoptila woodhousei ansorgei kommt ausschließlich im Nordwesten Angolas vor.
Woodhouse-Ameisenpicker bewohnen hauptsächlich Niederungswälder, dichte und ältere Sekundärwälder, Sumpfwälder und Galeriewälder. Sie halten sich primär im Unterwuchs auf. Auf den Inseln des Ivindo kommen zwischen sieben und acht Brutpaare pro Quadratkilometer vor.

## Lebensweise
Woodhouse-Ameisenpicker kommen einzeln, in Paaren oder in kleinen Familienverbänden vor. Häufig sind sie mit anderen insektenfressenden Vogelarten vergesellschaftet. Grundsätzlich ist der Ameisenpicker ein scheuer und unauffälliger Vogel.
Hauptnahrung der Woodhouse-Ameisenpicker sind baumlebende Ameisen. Äste, Blätter und Rinden werden von den Woodhouse-Ameisenpicker systematisch nach Insekten durchsucht. Sie brechen auch Ameisennester auf.
Die Nester sind zwanzig Zentimeter hohe und dreißig Zentimeter breite Anhäufungen aus Gras und Laub. Der Eingang befindet sich an der Nistseite. Das Nestinnere ist mit Pflanzenfasern ausgelegt. Das Gelege besteht aus drei bis vier weißschaligen Eiern. Die Brutzeit variiert in Abhängigkeit von dem Verbreitungsgebiet. In Nigeria brüten Woodhouse-Ameisenpicker von März bis Mai, in Gabun ganzjährig und in Angola im Monat April.

## Haltung
Im Gegensatz zu der überwiegenden Zahl der Prachtfinkenarten wird der Woodhouse-Ameisenpicker nur selten in menschlicher Obhut gehalten. Als Nahrungsspezialist stellt er spezielle Anforderungen, die eine Haltung sehr schwierig machen. Offenbar sind Woodhouse-Ameisenpicker ganzjährig auf lebende Ameisen als Nahrung angewiesen.

## Unterarten
Es sind zwei Unterarten beschrieben, die sich in ihrer Färbung und ihrem Verbreitungsgebiet unterscheiden:
- Parmoptila woodhousei woodhousei Cassin, 1859
- Parmoptila woodhousei ansorgei Hartert, E, 1904

## Belege

### Einzelbelege
1. ↑  Nicolai et al., S. 29.
2. ↑  Fry et al., S. 262.
3. ↑  Nicolai et al., S. 30.